# 津久田站
津久田站（日语：／ Tsukuda eki */?）是位於群馬縣澀川市赤城町津久田2854番2號，東日本旅客鐵道（JR東日本）的上越線車站。

## 歷史
- 1943年（昭和18年）10月1日：設置號誌站。
- 1948年（昭和23年）1月1日：升級至車站[1]。
- 1971年（昭和46年）10月1日：成為無人車站。
- 1987年（昭和62年）4月1日：伴隨國鐵分割民營化，車站由東日本旅客鐵道（JR東日本）營運。
- 2009年（平成21年）3月14日：擴大東京近郊區間，此站可以使用IC卡「Suica」[2]。

## 車站構造
車站是一座建設路堤上的地面車站，設有2面2線的相對式月台。兩月台靠近岩本一方設有跨線橋連接。月台還未提升高度，因此列車地面與月台地面之間設有高度差。各月台上設有1座候車室。現時車站大樓已經撤走。
此站是由澀川站管理的無人車站，設有簡易Suica閘機。

### 月台
| 月台 | 路線    | 上下行 | 方向           |
| ---- | ------- | ------ | -------------- |
| 東邊 | ■上越線 | 上行   | 澀川、高崎方向 |
| 西邊 | ■上越線 | 下行   | 沼田、水上方向 |

- 在資訊上沒有編排月台編號。

參考

## 使用狀況
以下為1日平均乘車人次：
| 年度   | 一日平均 乘車人次 |
| ------ | ----------------- |
| 2002年 | 86                |
| 2003年 | 85                |
| 2004年 | 88                |
| 2005年 | 77                |
| 2006年 | 70                |
| 2007年 | 50                |
| 2008年 | 50                |
| 2009年 | 48                |
| 2010年 | 43                |
| 2011年 | 40                |

## 車站周邊
車站位於一個名為「狩之野」的小型村落。車站南邊約400米設有從赤城山山頂流向利根川的沼尾川，該處附近設有沼尾川親水公園。
在站前設有群馬縣道151號津久田停車場前橋線。但是道路環境比較崎嶇，因此該縣道不是幹線道路。
在利根川對面岸設有國道17號，該處設有澀川市立上白井小學蹟、群馬用水赤榛分水工、生物能源上白井太陽能發電站（2,200kW）等。但是此站附近沒有橋樑越過利根川。

## 相鄰車站
東日本旅客鐵道（JR東日本）
■上越線
敷島－津久田－岩本

## 注腳
1. 1 2  「運輸省告示第340号」『官報』1947年12月24日（國立國會圖書館數碼化收藏）
2. ↑   (PDF) (新闻稿). 東日本旅客鉄道. 2008-12-22  [2020-05-25]. （原始内容 (PDF)存档于2020-05-25） （日语）.
3. ↑  JR東日本:駅構内図（日語）
4. ↑  群馬縣統計年鑑
5. ↑  . 國土地理院.   [2016-11-03]. （原始内容存档于2021-01-22） （日语）.
6. ↑  . Google.   [2016-11-03] （日语）.

## 外部連結
- 車站資訊（津久田）：東日本旅客鐵道
- 國土地理院地圖參閲服務 （页面存档备份，存于） - 津久田站周邊的1/25000地形圖 （页面存档备份，存于）（日語）